# Сады и парки Самары
Сады и парки Самары — рекреационные зелёные зоны, границы которых утверждены в черте города Самара: парки, скверы и сады, как существующие, так и уже не существующие.

## Парки
- 1849 — Струковский сад

Старейший парк города. Тихое, зелёное место с минимальным количеством аттракционов, предназначенное для тихих прогулок. На окраине парка — современный скейтодром.
Образовался в середине XIX века. Во время правления губернатора Константина Карловича Грота сад был засажен цветами, выложены фонтаны. Была построена большая деревянная лестница к Волге. Затем садом занялась специальная комиссия. В 1871 году городская Дума выделила 18 тысяч рублей на строительство кухни, бильярдной, подвала под буфет. В саду проходили праздничные гуляния, устраивались фейерверки. В путеводителе «Живописная Россия» писали:Особо хорош Струковский сад, обширный и довольно старый, приспособлен к общественным гуляниям с 1851 г… В летние вечера — музыка…В советский период сад именовался Парком культуры и отдыха имени Максима Горького, затем парку было возвращено историческое название.
- 1932 — Центральный парк культуры и отдыха[1]

Лесопарковая зона с аллеями. Кафе и ресторан, аттракционы, катание на лошадях, школа верховой езды, зимой горнолыжная и сноубордистская «дикая» трасса. Обзорные площадки, спуск к пляжу.
- 1953 — Детский парк имени Николая Щорса (ул. Спортивная, 19)
- 1976 — Парк культуры и отдыха имени Юрия Гагарина

Искусственный канал, лодки и водные велосипеды, аттракционы, по краям тихие аллеи. Летние кафе. Катание на лошадях.
- 1977 — Парк культуры и отдыха имени 30-летия Победы

Летние кафе. Аттракционы. Военная техника времён ВОВ.
- 1977 — Парк им. 60-летия Советской власти.

Лесопарковая зона была создана по решению Куйбышевского облисполкома в 1977 году к 60-летию Советской Власти.Территория парка, с естественным произрастанием клёна, дуба, липы была облагорожена созданием аллеями, скамейками, клумбами с цветами, но со временем была запущена, но она и по сей день является местом прогулок горожан. Парк расположен в границах улиц Стара-Загора, Алма-Атинская, Московское шоссе и Ташкентская и занимает 150 га практически «дикого леса». Размеры  1,5х1,0 км и около 5 км. по периметру. Можно сказать, что это самая крупная лесопарковая зона в городской черте Самары и сопоставима с размерами лесничества в с.Рубежное.
- Парк культуры и отдыха «Молодёжный» (бывший парк им. 50-летия ВЛКСМ)

Пруд. Летние кафе. Строится деревянная срубовая церковь.
- Металлургов парк культуры и отдыха

Пруд, фонтан, водные велосипеды, лодки. Аттракционы. Летние кафе и дискотека. Вечный огонь.
- Парк «Воронежские озёра»

Система естественных водоёмов. Благоустроенные берега с лавочками, детский городок. Летние кафе.
- Парк культуры и отдыха «Дружба» (квартал между ул. Советской армии, Гагарина, Дыбенко, Запорожской)

Аттракционы.
- 2021 — Парк дружбы народов (Куйбышевский район рядом с микрорайоном Волгарь)

Уникальный этнокультурный комплекс, расположенный на двенадцати гектарах территории с живописными озёрами, где возведено двадцать домов с подворьями, которые внешним видом и внутренним убранством демонстрируют различия в истории, культуре и традициях издавна населявших Самарскую область народов. В парке предусмотрены различные зоны для проведения мастер-классов, концертов, выставок, конференций, национальных свадеб, межнациональных праздников и фестивалей.

## Скверы
По данным сайта администрации г. Самары на 2023 год.
Железнодорожный район

Стела Высоцкому в одноимённом сквере

- Сквер Первых Космонавтов (в районе дома 13 по ул. Гагарина)[3]
- Бульвар по ул. Чернореченской
- Сквер в посёлке Толевый
- Сквер у Поликлиники № 13
- Сквер на пересечении улиц Мяги и Гагарина
- Сквер на пересечении улиц Авроры и Гагарина (в районе дома 75 по ул. Гагарина)

Кировский район
- Сквер на пересечении улиц Победы и Елизарова
- Пешеходная зона на Березовой аллее в районе домов № 476, 478 по проспекту Карла Маркса
- Пешеходная зона в районе домов № 137, 139 по ул. Черемшанской
- Сквер по Зубчаниновскому шоссе
- Территория на 18 км Московского шоссе: лесопосадка около завода приборных подшипников
- Сквер на пересечении улиц Победы и Советской
- Сквер имени Владимира Середавина (на территории Областной клинической больницы) получил имя в 2006 году
- Сквер имени Анатолия Чижова[4]
- Школьная аллея[5]

Красноглинский район
- Сквер «Южный» в пос. Красная Глинка
- Бульвар Молодёжи
- Сквер у ДК «Искра» в пос. Красная Глинка
- Сквер у кафе «Радуга» в пос. Управленческий

Куйбышевский район
- Территория «Дубовая Роща» (у ЖК «Волгарь»)
- Сквер Памяти погибшим воинам-односельчанам
- Сквер Скорбящей Матери
- Сквер нефтяников (Куйбышевский район), общая площадь сквера — 7200 м².

Ленинский район
- 4 сквера на площади Куйбышева
- Сквер имени Петра Львовича Монастырского (пересечение ул. Вилоновской и Фрунзе)[6] получил имя в 2014 году
- Сквер имени Героя Советского Союза Фёдора Сафонова (пересечение ул. Арцыбушевской и Красноармейской) получил имя в 2009 году
- Сквер имени Дмитрия Устинова (на Самарской площади)
- Сквер имени Ивана Мичурина (в начале улицы Мичурина / в конце Полевой улицы)
- Сквер Галактионова
- Сквер Аксакова[7][5]

Октябрьский район
- Сквер имени Вадима Фадеева (вдоль проспекта Ленина между улицами Первомайской и Осипенко)
- Сквер у областной библиотеки (на пр. Ленина)
- Сквер на площади имени Д. И. Козлова
- Сквер «Леснуха» (Пятая просека)[5]
- «Солнечный сквер» (Пятая просека)

Промышленный район
- Сквер имени Николая Кузнецова (на Безымянке: пересечение улиц Победы и Ново-вокзальной)
- Сквер имени Льва Маневича (у ДК «Мир»)
- Бульвар по ул. Стара Загора от пр. Кирова до ул. Ново-Вокзальной
- Сквер Болгарский (сквер около дома № 143 по ул. Стара-Загора)[8]
- Детский сквер по ул. Победы
- Воронежский бульвар № 1
- Сквер Памяти Ветеранов (в районе дома 5 по ул. Силина)
- Сквер в районе д. 29 по ул. Демократической
- Аллея Трудовой Славы
- Воронежский бульвар № 2
- Сквер по ул. Двадцать второго Партсъезда
- Сквер имени Михаила Калинина (квадрат между улицами Победы, Воронежской, Физкультурной и Калинина)
- Сквер «Родина» (пересечение улиц Калинина, Победы, Воронежской)
- Штутгарт-аллея (ул. Ново-Вокзальная / Стара Загора)
- Сквер «Солнечная поляна»[5]
- «Солнечный сквер»[4]
- Сквер «Дубовая роща» (на ул. Солнечной между ул. Губанова и 8 Просекой)

Самарский район
- Сквер имени Владимира Высоцкого (квадрат между улицами Ленинградской, Галактионовской, Самарской и Высоцкого
- Сквер имени Феликса Дзержинского (на Хлебной площади)
- Сквер имени Александра Пушкина (около Драматического театра, в начале Вилоновской улицы)
- Сквер «Три вяза»[9]

Советский район
- Сквер авиаконструкторов (на пересечении улиц Победы и Ново-Вокзальной)
- Сквер на пересечении улиц Авроры и Гагарина (в районе д. 74 и д.77 по ул. Гагарина)
- Сквер Энтузиастов (в районе д. 79 по ул. Аэродромной)
- Сквер «Самарец»[10]
- Сквер Экономистов
- Сквер Маяковского (в районе пересечения улиц Гагарина, Запорожской и Планерного переулка)
- Сквер имени Антона Чехова[11]
- Сквер имени Маяковского (пересечение улицы Гагарина и проезда 9 Мая)

## Другое
- 1932 — Ботанический сад Самарского государственного университета (Московское шоссе, 36)
Ботанический сад организован 1 августа 1932 года на площади 40 га на территории бывшей Борщевской дачи в составе Института по изучению и охране природы Средневолжского края. В настоящее время работают несколько научных отделов — флоры, дендрологии, цветоводства, тропических и субтропических культур и хозяйственный. Коллекция растений насчитывает 3000 видов, более 800 из них — деревья. С 1977 года сад имеет статус государственного памятника природы.
- «Вертолётная площадка» (в посёлке Управленческий)
Великолепный панорамный вид на Волгу и Жигулёвские горы. Ресторан, кафе, благоустроенный скверик и лавочки.
- Набережная реки Волги
Территорию занятую промышленными предприятиями и складами расчистили и обустроили по проекту самарских архитекторов Подовинникова Н. В., Алексея Моргуна, Вагана Каркарьяна и Труфанова М. А. в 60-х годах XX века. Волжская набережная Самары имеет протяжённость более 5 км. Озеленена. Она состоит из трёх частей. Первая расположена в районе исторического центра города и называется «Старой набережной» (от Речного вокзала до Жигулевского Пивоваренного завода). По всей длине набережной работают летние и зимние кафе. Широкие, оборудованные песчаные пляжи тянутся практически во всю длину набережной на 3,5 км.
- 1985 — Аллея трудовой славы — пешеходная зона на проспекте Юных Пионеров в Промышленном и Кировском районах города с расположенными на ней монументами в честь заводов и предприятий города.

## Несуществующие сегодня сады и парки
- Александровский сад (Лишин сквер, Козий садик)
Лишин сквер начинался от старой Театральной площади, где потом была построена биржа. Он был зажат между Вознесенской и Казанской улицами.
В 50-х годах XVIII века Самара перестала считаться окраиной Российской Империи, и на месте крепостного вала образовался небольшой сквер, за которым некоторое время следил крестьянин Ваулин. Местные жители выпускали туда пастись домашних животных, отсюда и первое название «козий» садик. В 50-х годах XIX века был составлен план озеленения города, где на этом месте предполагалось разбить культурный сквер. Занимался развитием сквера садовод-любитель Лошкарев С. С., ограду сделал за свой счет помещик Дмитрий Евгеньевич Обухов. 200 лип и 1100 других деревьев были высажены в английском стиле. Позже разведением сада занялся полковник И. А. Лишин, командир местного резервного батальона. Под его руководством был завезён чернозем, удобрение и вновь высажен 1052 саженца сосны, клёна и осины. Были сделаны круговые аллеи, в центре разбита небольшая клумба, повсюду расставлены скамейки. Цветы окутывали деревянные трельяжи, разбросанные по всему скверу. В юго-восточной части сада располагался английский цветник с плоскими клумбами и деревцами в центре. В 1870 году садик обнесли деревянной решеткой на каменных столбах. Был построен двухэтажный бревенчатый вокзал-гостиница. На первом этаже её располагалась теплушка, где зимой грелись любители покататься на коньках (рядом заливался прекрасный каток). Сад к тому времени уже назывался Александровским в честь царя освободителя. Сегодня ещё сохранился реликтовый кусочек Александровского сада на Хлебной площади (в том месте, где установлен памятник Дзержинскому). Под Александровским садом в 30-е годы XX века был проведён подземный ход от здания управления НКВД к Хлебной площади, куда выводили приговоренных к расстрелу и грузили в воронки.[источник не указан 3955 дней]
- Барановский сад
Назывался по фамилии владельца — бакалейщика Баранова. Сад находился на Москательной улице между Садовой и Уральской. Его общая площадь составляла 3600 кв. саженей. Территория сада была засажена яблоневыми и вишневыми деревьями. В саду содержалась теплица с тропическими растениями. На территории современного Клуба железнодорожников имени Пушкина заливался зимний каток.
- Ковригин сад
Находился на Почтовой улице между Саратовской и Николаевской. Это был участок леса, сохранивший ландшафт XV века. Ниже Ковригина сада вдоль реки Волги находились владения Действительного Статского Советника генерала В. Н. Струкова. За махинации вся его собственность в 1848 году была распродана, а сад за 900 рублей достался Титулярному Советнику Обухову. В 1851 году Обухов построил «воксал» — деревянную танцплощадку, буфет, место для карточной игры. Однако содержать частный сад в черте города было слишком дорого — с каждым годом росли налоги на городскую землю. В 1855 году Обухов подарил сад городу. На следующий год городская управа выкупила земли купца Синягина и другие владения, которые были объединены с Обуховский садом в один общественный городской сад.
- Покровский сад
Возник в 60-е годы XIX века месте старого Покровского кладбища. Пётр Алабин так его описывает: Занимает довольно значительное пространство, вводя город в немалые ежегодные расходы напрасные, так как без забора—место пастбища скота окрестных жителей. Ряды жалких кривых, полузасохших хворостин, несмотря на ежегодную, усиленную посадку деревьев.[12] Ситуация изменилась, когда братья Шихобаловы выделили 1 тысячу рублей на деревянную изгородь, так как там когда-то были похоронены их предки. С 1910 года самарские предприниматели стали использовать ограду сада для размещения своей рекламы по улице Льва Толстого. Плата за аренду изгороди шла в казну города.
- Растрепинский сад
Занимал целый квартал и находился между Уральской и Сокольничьей, Полевой и Оренбургской улицами. Сад был задуман как фруктовый и принадлежал советнику Петру Алексеевичу Навицкому. Но в виду нерентабельности сад был продан муромскому купцу II гильдии Дмитрию Ефимовичу Растрепину за 4 тысячи рублей. Территория достигала 6200 кв. саженей. Сад неоднократно менял своих владельцев и в конечном итоге был поделен на усадьбы и продан.